# Одарюшка
Одарюшка — река в Волгоградской области России. Устье реки находится в 10 км по левому берегу реки Мачеха. Длина реки составляет 14 км, площадь водосборного бассейна 91,2 км².

## Данные водного реестра
По данным государственного водного реестра России относится к Донскому бассейновому округу, водохозяйственный участок реки — Бузулук, речной подбассейн реки — Хопер. Речной бассейн реки — Дон (российская часть бассейна).
Код объекта в государственном водном реестре — 05010200412107000007620.